# Mambo (film)
Pour les articles homonymes, voir Mambo (homonymie).
Pour plus de détails, voir Fiche technique et Distribution.
Mambo (Mambo) est un  film américano-italien réalisé par Robert Rossen, sorti en 1954.

## Synopsis
Giovanna est belle, jeune, désirée et désirable. Et aussi amoureuse, mais peut-être pas de la bonne personne. Son fiancé, en effet, un certain Mario, la pousse par intérêt dans les bras d'un comte riche et sans scrupules. Et la jeune femme, par amour, accepte dans un premier temps. Mais Giovanna croit en la vie, pas aux subterfuges louches, et décide de suivre sa propre éthique. C'est pourquoi elle trouve la force d'abandonner les deux hommes, jusqu'à réaliser un rêve, celui de devenir danseuse. Sur l'insistance de Mario, Giovanna finit par épouser le comte, aussi parce qu'elle a découvert qu'elle l'aimait vraiment, mais elle sera bientôt veuve. Sa passion pour la danse la sauvera une fois de plus.

## Fiche technique
- Titre original : Mambo
- Réalisation :  Robert Rossen
- Scénario : Ennio De Concini, Ivo Perilli, Guido Piovene et Robert Rossen
- Production : Dino De Laurentiis et Carlo Ponti
- Société de production : Dino De Laurentiis Cinematografica et Paramount Pictures
- Musique : Angelo Francesco Lavagnino et Nino Rota
- Chorégraphe : Katherine Dunham
- Photographie : Harold Rosson
- Montage : Adriana Novelli
- Direction artistique : Andrej Andrejew
- Création des décors : Andrej Andrejew et Bruno Fabrizio
- Costumes : Giulio Coltellacci
- Pays de production : États-Unis
- Langue : anglais
- Format : Noir et blanc - Son : Mono (Western Electric Recording)
- Genre : Drame
- Durée : 110 minutes
- Dates de sortie : 
  - Italie : 18 septembre 1954
  - États-Unis : 30 mars 1955 (New York)
  - France : 3 juin 1955

## Distribution
- Silvana Mangano : Giovanna Masetti
- Michael Rennie : Enrico Marisoni
- Vittorio Gassman : Mario Rossi
- Shelley Winters : Toni Salerno
- Katherine Dunham : Professeur de danse
- Mary Clare : Comtesse Marisoni
- Eduardo Ciannelli : Père di Giovanna
- Julie Robinson : Marisa
- Walter Zappolini